# Neron
Neron (15. prosinca 37. – 9. lipnja 68.) bio je peti rimski car, zadnji iz Julijsko-Klaudijevske dinastije. Puno ime mu je bilo Neron Klaudije Cezar August Germanski.
Lucije Domicije Neron (lat. Lucius Domitius Nero), sin Agripine i Gneja Domicija Ahenobarba, bio je rimski car od 54. do 68. godine. On je također posljednji potomak julijevsko-klaudijevske kuće. Na tron rimskog cara dovela ga je majka Agripina Mlađa nakon što je prethodno otrovala svoga muža, cara Klaudija (vladao 41. – 54.). 
Neron je nastavio politiku cara Tiberija (vladao 14. – 37.) - vodio je oštru borbu protiv rimske aristokracije (senatorskog staleža), a koja se protivila sužavanju prava Senata i jačanju carske vlasti. U početku je vladao umjereno zahvaljujući utjecaju svojih savjetnika Seneke i pretorijanskog preferkta Bura i supruge Oktavije. Međutim uskoro se ispostavilo da je Neron svirep vlastodržac. U skladu s tim pogubio je mnoge ugledne Rimljanje i konfiscirao njihovu imovinu. 
Godine 55. dao je otrovati svoga brata Britanika. To je bio samo uvod u njegove zločine. Četiri godine kasnije (59.) otišao je tako daleko da je ubio čak i vlastitu majku. Godine 62. ubio je Bura i suprugu Oktaviju da bi oženio svoju konkubinu Popeju Sabinu koju je također nekoliko godina kasnije ubio.
Neron je bio bolesno ambiciozna osoba. U toj svojoj nerealnoj ambiciji želio je ponoviti djelo Aleksandra Makedonskog te je vodio skupe i nesigurne ratove na Istoku uzalud pokušavajući osvojiti Armeniju, sjevernu obalu Crnog mora i Etiopiju. Mnogo novca Neron je trošio na kazalište, cirkuske igre i raskošan život. Uobražavao je kako je velik umjetnik te se često pojavljivao u kazalištu i cirkuskoj areni kao glumac, pjevač, svirač i sudionik u utrci dvokolica. 
Zbog opterećivanja državne blagajne, koje se posebice osjetilo u provincijama kroz nove poreze, za njegove vladavine izbili su ustanci u Britaniji, Španjolskoj, Galiji i Judeji. 
Godine 64. nakon velikog požara u Rimu nezadovoljstvo je zahvatilo i Rim jer glasine su za požar krivile Nerona. Poslije paleža Rima, Neron je započeo sa sustavnim progonima kršćana jer je njih smatrao krivima za paljevinu Rima. U tim progonima stradali su Isusovi apostoli, Petar i Pavao te Rimski prvomučenici. Sljedeće godine smaknuo je mnogo protivnika, ali i nevinih osoba, nakon otkrivanja urote za njegovo svrgavanje. Seneka, koji se već prije povukao s dvora bio je prisiljen počiniti samoubojstvo 65. godine. 
Između 66. i 67. godine posjetio je Grčku gdje je i sam sudjelovao u raznim javnim natjecanjima. Za vrijeme njegove odsutnosti iz Rima izbija pobuna u provincijama (Galija, Hispanija, Germanija). Kada se vratio u Rim, Senat ga je proglasio neprijateljem rimskog naroda i osudio na smrt, te je car u 31-oj godini života počinio samoubojstvo, ali neki smatraju da je ubijen. Vjeruje se da su mu posljednje riječi bile: "Kako velik umjetnik umire sa mnom."